# 2-Chlorophénol
Le 2-chlorophénol est un chlorophénol de formule brute C6H5ClO. C'est un polluant des milieux aquatiques et un agent de désinfection. 

## Propriété physico-chimiques
Ce composé forme des azéotropes avec le toluène, l'acétophénone, le 2-bromotoluène, l'octan-2-ol et l'octan-2-one.

## Production et synthèse
La voie de synthèse la plus utilisée est la chloration directe du phénol fondu avec du chlore gazeux. Cette réaction donne des ortho- et para-chlorophénols dans un ratio qui dépend de la température. La formation du 2-chlorophénol est favorisée à haute température et dans un solvant aprotique non-polaire tel l'hexane, le tétrachlorure de carbone ou le dichloroéthane.